# Георги Илиев (кмет на Видин)
Вижте пояснителната страница за други личности с името Георги Илиев.
Георги Попандреев Илиев е адвокат, кмет на Видин от 1948 г. до 22 август 1952 г. и от 1959 г. до 1 март 1960 г.

## Биография
Роден е на 1 май 1897 г. в Раковица. Работи като адвокат. След пенсионирането си живее и работи в София.
Самоубива се на 22 март 1963 г. Според дъщеря му Катюша причината за това е рак на простатната жлеза.